# Vilzsee
Der Vilzsee liegt in der Mecklenburgischen Seenplatte 6,8 Kilometer südlich von Mirow im Süden Mecklenburg-Vorpommerns. Der Vilzsee ist der südöstlichste See der südlich von Mirow befindlichen Seenkette aus Zotzensee, Mössensee, Vilzsee, Mirower Adlersee, Zethner See, Schwarzer See und Fehrlingsee. 
Seine Ost-West-Ausdehnung einschließlich Mirower Adlersee beträgt zirka 3,6 Kilometer, seine Breite beginnt im Osten mit 1000 Meter und verringert sich nach Westen bis auf 200 Meter. Im Norden des Sees befindet sich die bewaldete Halbinsel Mirower Holm.
Zuflüsse hat der See von Norden aus dem Mössensee und von Westen aus dem Zethner See. Abflüsse hat er nach Nordosten über die Overbek zum Rätzsee und nach Osten durch einen Kanal zum Großen Peetschsee.
Am Nordostrand des Vilzsees verläuft von Norden nach Osten das Fahrwasser der 32 km langen Bundeswasserstraße Müritz-Havel-Wasserstraße der Wasserstraßenklasse I, zu der auch der Vilzsee (ViS) und der Mirower Adlersee (MAS) gehören. Zuständig ist das Wasserstraßen- und Schifffahrtsamt Oder-Havel.
Der See wurde erstmals 1241 als stagna Viltz urkundlich erwähnt. Der Name könnte sich vom germanischen Wortstamm *felu- mit der Bedeutung „Sumpfwald“ oder „viel“ im Sinne von „wasserreich“ ableiten.